# Beceni
Beceni is een Roemeense gemeente in het district Buzău.
Beceni telt 4720 inwoners.